# Dapuchaihe (köpinghuvudort i Kina, Jilin Sheng, lat 42,88, long 128,03)
Dapuchaihe är en köpinghuvudort i Kina. Den ligger i provinsen Jilin, i den nordöstra delen av landet, omkring 260 kilometer sydost om provinshuvudstaden Changchun. Antalet invånare är 8 858. Befolkningen består av 4 276 kvinnor och 4 582 män. Barn under 15 år utgör 13,0 %, vuxna 15-64 år 78 %, och äldre över 65 år 7,0 %.
Runt Dapuchaihe är det ganska glesbefolkat, med 35 invånare per kvadratkilometer. Det finns inga andra samhällen i närheten. I omgivningarna runt Dapuchaihe växer i huvudsak blandskog.
Genomsnittlig årsnederbörd är 1 106 millimeter. Den regnigaste månaden är juli, med i genomsnitt 251 mm nederbörd, och den torraste är januari, med 8 mm nederbörd.